# Araneus ana
Araneus ana là một loài nhện trong họ Araneidae.
Loài này thuộc chi Araneus. Araneus ana được Herbert Walter Levi miêu tả năm 1991.